# 5122 Муха
5122 Муха (5122 Mucha) — астероїд головного поясу, відкритий 3 січня 1989 року.
Тіссеранів параметр щодо Юпітера — 3,358.